# 克斯托沃區
56°09′06″N 44°11′44″E / 56.15167°N 44.19556°E
克斯托沃區（俄语：Кстовский район），是俄羅斯的一個區，位於該國西部，由下諾夫哥羅德州負責管轄，始建於1929年，面積1,225平方公里，2010年人口112,823，人口密度每平方公里92,1人。行政中心为克斯托沃。